# Радянсько-грузинська війна
Радя́нсько-грузи́нська війна (груз. საბჭოთა-საქართველოს ომი, латиніз.: sabch’ota-sakartvelos omi), або радя́нське вто́ргнення у Гру́зію (груз. საბჭოთა შეჭრა საქართველოში, латиніз.: sabch’ota shech’ra sakartveloshi) — війна між Російською Радянською Федеративною Соціалістичною Республікою та Демократичною Республікою Грузії в лютому-березні 1921 року, розпочата радянським урядом з метою загарбання Грузії. Супроводжувалася низкою збройних боїв (тифлі́ська опера́ція, у пострадянській західній та сучасній грузинській літературі поширені терміни радя́нська окупа́ція Гру́зії), у яких брали участь: з одного боку — частини 11-ї та 9-ї Кубанської армії РРФСР, з іншого — озброєні підрозділи Грузинської Демократичної Республіки.
Війна стала результатом експансіоністської політики росіян, які мали на меті контролювати якомога більше земель, що входили до складу колишньої Російської імперії  до бурхливих подій Першої світової війни, а також диверсійних зусиль грузинських більшовиків (здебільшого росіян), які не мали достатньої підтримки у Грузії, щоб захопити владу без зовнішнього втручання.
Незалежність Грузії була визнана Росією в Московському договорі, підписаному 7 травня 1920 року, і подальше вторгнення в країну не було загальноприйнятим у Москві. Його в основному спроєктували два впливові радянсько-російські чиновники грузинського походження, Йосип Сталін і Серго Орджонікідзе, які 14 лютого 1921 року отримали згоду російського лідера Владіміра Леніна на просування у Грузію під приводом підтримки «бунту селян і робітників» у країні. Російські війська після важких боїв зайняли столицю Грузії — Тбілісі (тоді відому як Тифліс для більшості негрузинів) і проголосили Грузинську Радянську Соціалістичну Республіку 25 лютого 1921 року. Решта країни була захоплена протягом трьох тижнів, але тільки у вересні 1924 р. була остаточно встановлена Радянська влада. Майже одночасна окупація військами Туреччини значної частини південно-західної Грузії (лютий–березень 1921 р.) загрожувала переростанням у кризу між Москвою та Анкарою та призвела до значних територіальних поступок між Радянським урядом і Туреччиною в рамках Карської угоди.

## Передумови
Після Лютневої революції, що почалася в Російській імперії 1917 року, Грузія фактично стала незалежною. 22 квітня 1918 року вона приєдналася до Вірменії та Азербайджану, щоб утворити Закавказьку Демократичну Федеративну Республіку, але через місяць вийшла і 26 травня проголосила незалежність як Демократична Республіка Грузія, а а через два дні також проголосили і Вірменія, і Азербайджан. Грузія вступала в невеликі конфлікти з сусідніми державами, намагаючись встановити свої кордони, хоча змогла зберегти незалежність і фактичне міжнародне визнання протягом Громадянської війни в Росії, включаючи визнання Радянською Росією в Московському договорі 1920 року.
Незважаючи на відносно широку підтримку суспільства та деякі успішні реформи, соціал-демократичному керівництву Грузії не вдалося створити стабільну економіку чи побудувати сильну дисципліновану армію, здатну протистояти вторгненню. Хоча була значна кількість висококваліфікованих офіцерів, які служили в імперській російській армії, армія в цілому була недогодована і погано оснащена. Паралельна військова структура, набрана з членів меншовицької партії, Народна гвардія Грузії, була краще мотивованою та дисциплінованою, але, була легкоозброєною, високо політизованою організацією, де домінували партійні функціонери, мало корисна як бойова сила.

## Прелюдія

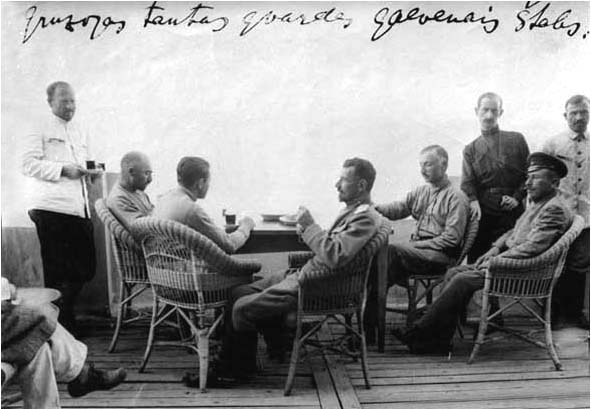
Грузинські офіцери у штабі Народної гвардії в Тбілісі

З початку 1920 року місцеві більшовики активно розпалювали політичні пристрасті у Грузії, використовуючи аграрні заворушення в сільській місцевості, а також міжетнічну напруженість всередині країни. Оперативним центром радянських військово-політичних сил на Кавказі було Кавбюро (або Кавказька канцелярія) при ЦК КП(б). Створений у лютому 1920 року цей орган очолив грузинський більшовик Серго Орджонікідзе, а його заступником був Сергій Кіров. Загарбання Кавказу здавалося більшовицьким лідерам завданням, яке було б легше виконати в той час, коли союзні держави були зайняті турецькою війною за незалежність. Крім того, турецький національний уряд Мустафи Кемаля Ататюрка, що базувався в Анкарі, висловив свою повну прихильність тісній співпраці з Москвою, пообіцявши змусити «Грузію ... і Азербайджан ... вступити в союз з Радянською Росією ... і ... провести військові операції проти експансіоністської Вірменії». Радянське керівництво успішно використало цю ситуацію і направило свою армію на окупацію Азербайджанської Демократичної Республіки.
Після захоплення Баку 28 квітня 1920 року, Орджонікідзе, ймовірно, з власної ініціативи, виступив на Грузію, підтримавши запланований більшовицький переворот у Тбілісі. Після невдачі перевороту, грузинський уряд зміг зосередити всі свої сили на успішному блокуванні радянського просування через грузино-азербайджанський кордон. Зіткнувшись із важкою війною проти Польщі, радянський лідер Володимир Ленін наказав почати переговори з Грузією. У Московському договорі, підписаному 7 травня 1920 р., Радянська Росія визнала незалежність Грузії та уклала пакт про ненапад. Договір встановив існуючі кордони між двома державами де-юре, а також зобов'язав Грузію видати всі сторонні елементи, які Москва вважала ворожими. У таємному додатку Грузія пообіцяла легалізувати місцеву більшовицьку партію.
Незважаючи на мирну угоду, остаточне повалення уряду Грузії, де домінували меншовики, було як запланованим, так і неминучим. Маючи добре налагоджені дипломатичні зв’язки з кількома європейськими державами, а також контроль над стратегічними транзитними шляхами з Чорного моря до Каспію, радянське керівництво називало Грузію як «передовий пост Антанти». Сталін обзивав свою батьківщину «утриманою жінкою західних держав». Незалежність Грузії розглядалася як пропагандистська перемога вигнаних російських меншовиків у Європі; більшовики не могли довго терпіти життєздатну меншовицьку державу на власному порозі.
Поразка Червоної Армії у війні проти Польщі, перемога над білим російським лідером Врангелем та падіння Першої Республіки Вірменія внаслідок одночасного нападу Росії і Туреччини створили сприятливу ситуацію для придушення останньої незалежної нації на Кавказі, яка чинила опір радянському контролю. До того часу британський експедиційний корпус повністю евакуювався з Кавказу, і Захід не бажав втручатися на підтримку Грузії.
|  | Становище в самій Грузії таке, що без особливих зусиль ми з нею покінчимо: повстання в Борчалінскому повіті, Абхазії, Аджарії, Душетському повіті будуть проведені. Ще раз доводжу це до вашого відома і прошу вказівок. |

Радянська військова інтервенція не була загальноприйнятою в Москві, і серед більшовицьких лідерів існували значні розбіжності щодо того, як поводитися зі своїм південним сусідом. Нарком у справах національностей Йосип Сталін, який до кінця Громадянської війни набув значної бюрократичної влади, зайняв особливо жорстку позицію щодо своєї рідної Грузії. Він рішуче підтримував військове повалення грузинського уряду і постійно закликав Леніна дати свою згоду на наступ на Грузію. Народний комісар війни Лев Троцький категорично не погодився з тим, що він назвав «передчасною інтервенцією», пояснюючи, що населення має мати можливість здійснити революцію. Відповідно до своєї національної політики щодо права націй на самовизначення, Ленін спочатку відкидав застосування сили, закликаючи до надзвичайної обережності, щоб гарантувати, що підтримка Росії допоможе, а не домінуватиме в грузинській революції; проте в міру наближення перемоги у Громадянській війні дії Москви ставали менш стриманими. Для багатьох більшовиків самовизначення дедалі більше розглядалося як «дипломатична гра, в яку треба грати в певних випадках».

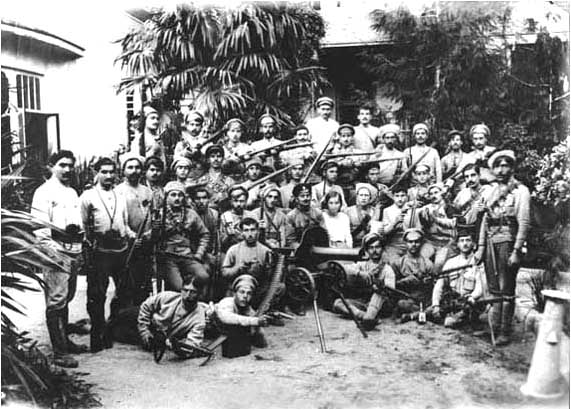
Народна гвардія Грузинської Демократичної Республіки

За словами Москви, відносини з Грузією погіршилися через імовірні порушення мирного договору, повторний арешт Грузією грузинських більшовиків, перешкоджання проходженню конвоїв до Вірменії та підозру в тому, що Грузія допомагає озброєним повстанцям на Північному Кавказі.
Чекати якихось вказівок Сергій Кіров, однак, не став, і вже 15 грудня Кавказьке бюро ВКП(б) наказало 11-ій армії перейти кордон Грузії. Однак через два дні, 17 грудня, пленум ЦК ВКП(б) підтвердив «рішення ЦК про мирний напрям політики РРФСР на Кавказі» й операцію скасували. Проте Орджонікідзе і Кіров від імені Кавбюро знову звернулися до Москви з пропозицією захопити Грузію.
12 січня 1921 Пленум ЦК знову відхилив пропозицію Кавбюро. Ленін, як і раніше, виступав проти операції, вважаючи її не на часі та сумніваючись у її перспективи, тоді як Сталіна і Троцького її організаторам вдалося схилити на свій бік.
6 лютого наказом командувача Кавказьким фронтом Володимра Гіттіса створена група військ Тифлісського напряму під командуванням Михайла Веліканова у складі кількох стрілецьких і кавалерійських дивізій і танкового загону.
Проте Політбюро за пропозицією Леніна і цього разу вирішило продовжувати мирні переговори з меншовицьким урядом Грузії. На це Орджонікідзе відповів організацією повстання, яке відбулось силами місцевих комуністів в ніч на 12 лютого 1921 в Борчалінському і Ахалкалакському повітах Грузії і заздалегідь скоординоване з командуванням 11-ї армії. Більшовики зайняли Горі, Душеті і весь Борчалінський повіт. Бачачи цей успіх, 15 лютого Ленін віддав штабу Кавказького фронту розпорядження:
|  | Ми очікуємо від РВС 11 енергійних і швидких дій, які не зупиняються перед заняттям Тифліса. |

## Хронологія

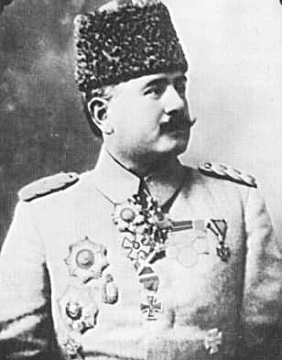
Кязим Карабекір

Тактика, яка використовувалася Радами, щоб отримати контроль над Грузією, була подібна до тієї, яку застосували в Азербайджані та Вірменії в 1920 році, тобто відправити Червону Армію, заохочуючи місцевих більшовиків до заворушень; проте цю політику було важко реалізувати у Грузії, де більшовики не користувалися народною підтримкою і залишалися ізольованою політичною силою.
У ніч з 11 на 12 лютого 1921 року за ініціативою Орджонікідзе більшовики напали на місцеві грузинські військові пости в переважно етнічному вірменському районі Лорі та сусідньому селі Шулавері, неподалік від вірменського та азербайджанського кордонів. Грузія заволоділа «нейтральною зоною» Лорі на спірному вірменсько-грузинському кордоні під приводом захисту району та підступів до Тифлісу в жовтні 1920 року в ході геноциду вірмен, який здійснила Туреччина. Вірменський уряд протестував, але не зміг протистояти.
Одночасно на допомогу повстанню швидко прийшли військові частини Червоної Армії, які базувалися у Вірменії, але без офіційного схвалення Москви. Коли грузинський уряд протестував радянському посланнику в Тбілісі Арону Шейнману через інциденти, він заперечив будь-яку причетність і заявив, що заворушення мають бути спонтанним повстанням вірменських комуністів. Тим часом більшовики вже створили в Шулавері Грузинський революційний комітет (Грузинський ревком) — орган, якому надали функції уряду-суперника. 16 лютого 1921 Ревком Грузії на чолі з Філіпом Махарадзе проголосив «Грузинську радянську республіку» і звернувся з "проханням про військову допомогу" до уряду РРФСР.
Заворушення також підняли також у місті Душеті та серед осетин на північному сході Грузії, які обурювалися відмовою грузинського уряду надати їм автономію. Грузинським силам вдалося стримати заворушення на деяких ділянках, але підготовка до радянської інтервенції вже йшла по ходу. Коли грузинська армія рушила до Лорі, щоб придушити повстання, Ленін нарешті піддався неодноразовим проханням Сталіна та Орджонікідзе дозволити Червоній армії вторгнутися в Грузію під приводом допомоги повстанню. 
Остаточне рішення було прийнято на засіданні ЦК КПУ 14 лютого:
ЦК схильний дозволити 11-а армія надати активну підтримку повстанню в Грузії та зайняти Тифліс за умови дотримання міжнародних норм і за умови дотримання всіх членів Військово-революційної Рада одинадцятої армії, після ретельного вивчення всієї інформації, гарантує успіх. Ми попереджаємо, що через брак транспорту нам доводиться обходитися без хліба, і тому ми не дамо вам жодного локомотива чи залізничної колії. Ми змушені нічого не везти з Кавказу, крім зерна й нафти. Ми вимагаємо негайної відповіді по прямій лінії за підписами всіх членів Військово-революційної ради одинадцятої армії.
Рішення підтримати вторгнення не було одностайним. Проти нього виступив Карл Радек і приховав його від Троцького, який на той час перебував на Уралі. Останній був настільки засмучений новиною про рішення ЦК і роллю Орджонікідзе в його розробці, що після повернення до Москви зажадав, хоча і безрезультатно, створити спеціальну партійну комісію для розслідування справи. Пізніше Троцький змириться зі звершеним фактом і навіть захищатиме вторгнення у спеціальній брошурі.  Ця брошура Троцького, мабуть, найвідоміша книга, яка виправдовує вторгнення. Вона була спростуванням творчості Карла Каутського, який проголошував Грузію демократичною соціалістичною робітничо-селянською республікою.

### Битва за Тбілісі

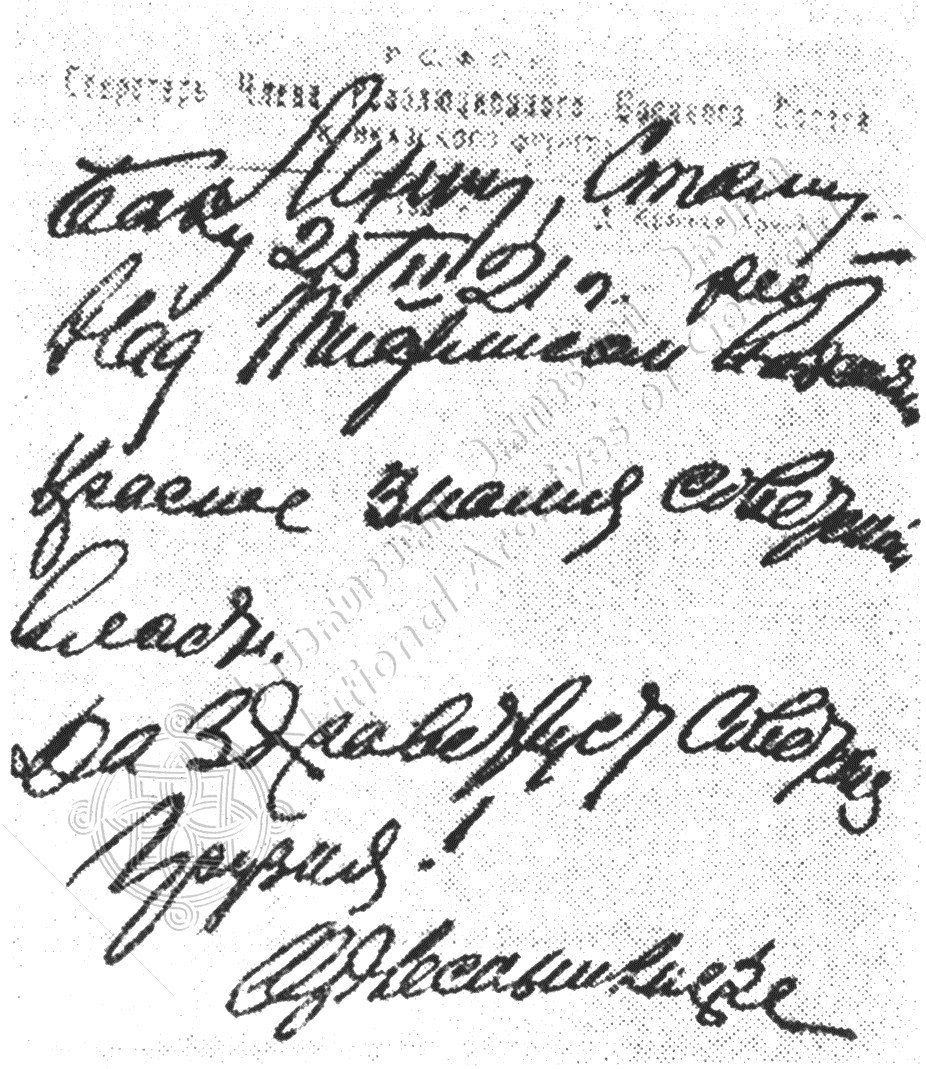
Телеграма Орджонікідзе Леніну і Сталіну: «Червоний прапор Радянської влади майорить над Тифлісом...» (Національний архів Грузії)

На світанку 16 лютого основна частина військ 11-ї Червоної Армії під проводом Анатолія Геккера переправилася до Грузії і розпочала Тифліську операцію, спрямовану на захоплення столиці. Грузинські прикордонники під командуванням генерала Стівена Ахметелі були розбиті на річці Храмі. Відступаючи на захід, грузинський командувач генерал Цулукідзе підривав залізничні мости та руйнував дороги, намагаючись затримати просування ворога. Одночасно частини Червоної Армії увійшли в Грузію з півночі через перевали Дар'ял і Мамисоні та уздовж узбережжя Чорного моря в бік Сухумі. Поки тривали ці події, радянський комісар закордонних справ випустив низку заяв, у яких заперечував причетність Червоної Армії та заявляв про готовність виступати посередником у будь-яких суперечках, що виникали у Грузії.
На 17 лютого радянські піхотні та кавалерійські дивізії за підтримки авіації перебували менше ніж за 15 кілометрів на північний схід від Тбілісі. Грузинська армія вела запеклий бій на оборону підступів до столиці, які вони утримували протягом тижня в умовах тотальної переваги Червоної Армії. З 18 по 20 лютого стратегічні висоти Коджорі і Табахмела переходили з рук в руки в запеклих боях. Грузинським військам під командуванням генерала Георгія Мазніашвілі вдалося відкинути радянські війська, завдавши їм великих втрат; але ті швидко перегрупувалися і стисли кільце навколо Тбілісі. До 23 лютого залізничні мости були відновлені, і радянські танки та бронепоїзди приєдналися до поновленого штурму столиці. Під час придушення вогню оборонців бронепотягами, танки та піхота прорвали грузинські позиції на висоті Коджори. 24 лютого грузинський головнокомандувач Георгій Квінітадзе змирився перед неминучим і наказав відступити, щоб врятувати свою армію від повного оточення і місто від знищення. Грузинський уряд і Установчі збори евакуювалися в Кутаїсі на заході Грузії, що завдало грузинської армії значного морального удару.
25 лютого тріумфуюча Червона Армія увійшла до Тбілісі. Більшовицькі солдати займалися масовими грабежами. Ревком на чолі з Мамією Орахелашвілі та Шалвою Еліавою наважився на в'їзд у столицю і проголосив повалення меншовицького уряду, розпуск Грузинської національної армії та народної гвардії та утворення Грузинської Радянської Соціалістичної Республіки. Того ж дня в Москві Ленін прийняв вітання своїх комісарів – «Над Тбілісі червоний прапор. Хай живе Радянська Грузія!».

### Кутаїська операція

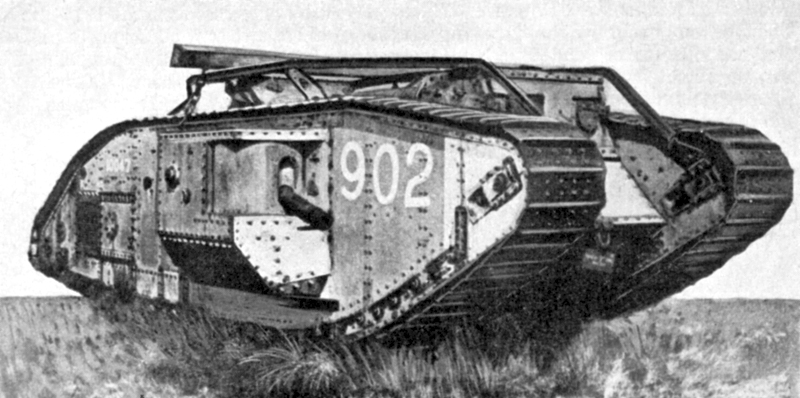
Британські танки Mark V, здобуті Червоною армією в ході Громадянської війни та іноземної інтервенції, сприяли перемозі Радянського Союзу в битві за Тбілісі.

Грузинське командування планувало зосередити свої сили в місті Мцхета на північний захід від Тбілісі і продовжити бої на нових лініях оборони; падіння столиці, однак, сильно деморалізувало грузинські війська, і Мцхета була покинута. Армія поступово розпадалася, продовжуючи відступати на захід, надаючи часом запеклий, але переважно неорганізований опір наступу військ Червоної армії. Спорадичні бої тривали кілька місяців, коли радянські війська штурмували великі міста східної Грузії.
Грузини сподівалися на допомогу французької військово-морської ескадри, що плавала в Чорному морі біля берегів Грузії. 28 лютого французи відкрили вогонь по 31-й стрілецькій дивізії 9-ї Червоної армії під керівництвом В. Чернішева, але не висадили десант. Грузинам вдалося повернути контроль над прибережним містом Гагра, але їхній успіх був тимчасовим. Радянським військам, до яких приєдналися абхазькі селянські ополчення, кярази, вдалося взяти Гагру 1 березня, Новий Афон 3 березня і Сухумі 4 березня; потім вони просунулися на схід, щоб зайняти Зугдіді 9 березня і Поті 14 березня.
Спроба грузинів утриматися біля Кутаїсі була зірвана несподіваним наступом загону Червоної армії з Північного Кавказу, який через глибокі замети перетнув практично непрохідний перевал Мамісоні та просувався вниз по долині Ріоні. Після кривавого зіткнення в Сурамі 5 березня 1921 року 11-а Червона армія також перетнула хребет Ліхі в західну частину країни. 10 березня радянські війська увійшли до покинутого Кутаїсі, грузинське керівництво, армія та народна гвардія евакуювалися до ключового чорноморського портового міста Батумі на південному заході Грузії. Частина грузинських військ відійшла в гори і продовжила боротьбу.

### Криза з Туреччиною

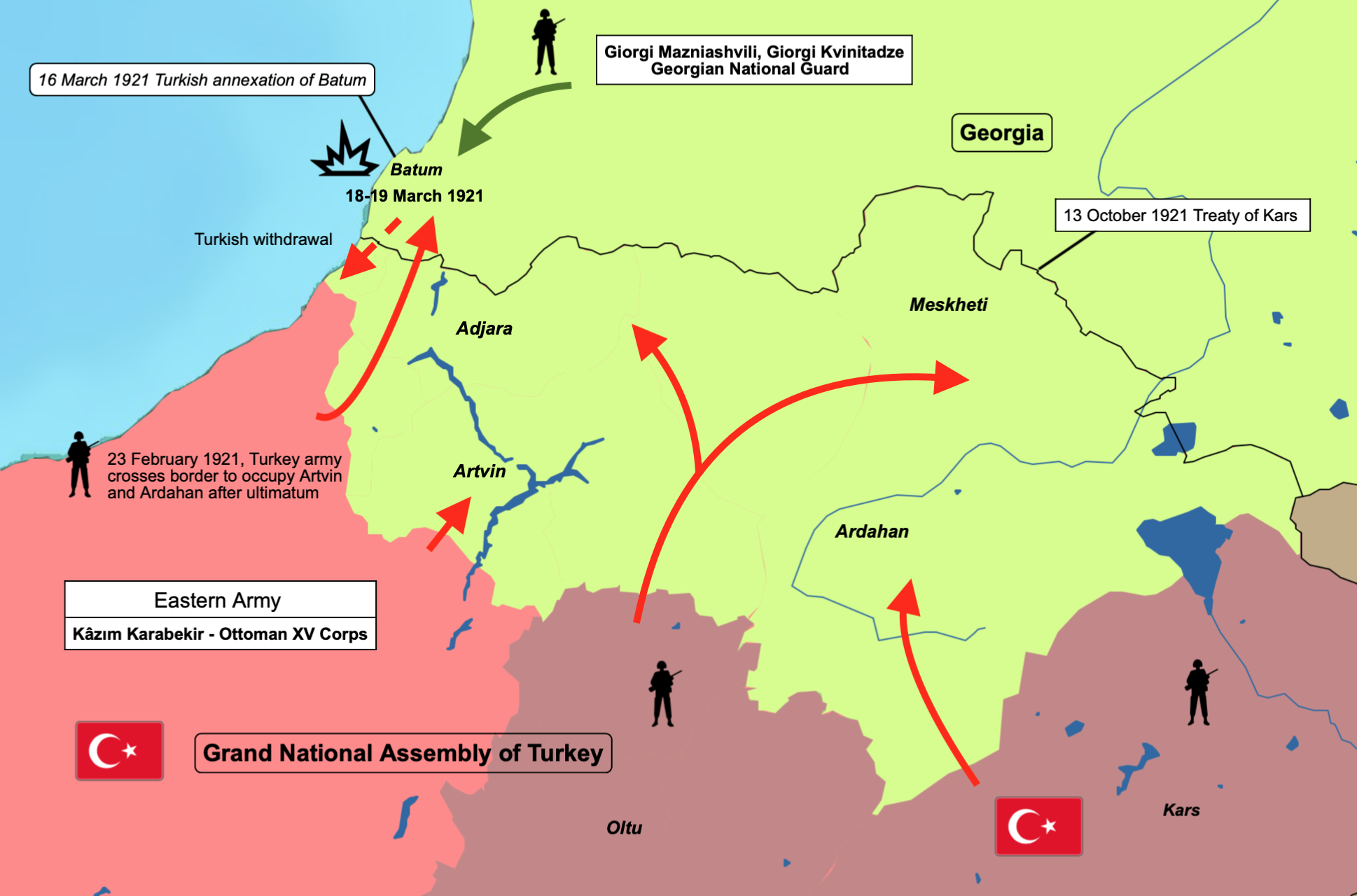
Карта турецького вторгнення на території, які контролюються грузинами, лютий–березень 1921 р

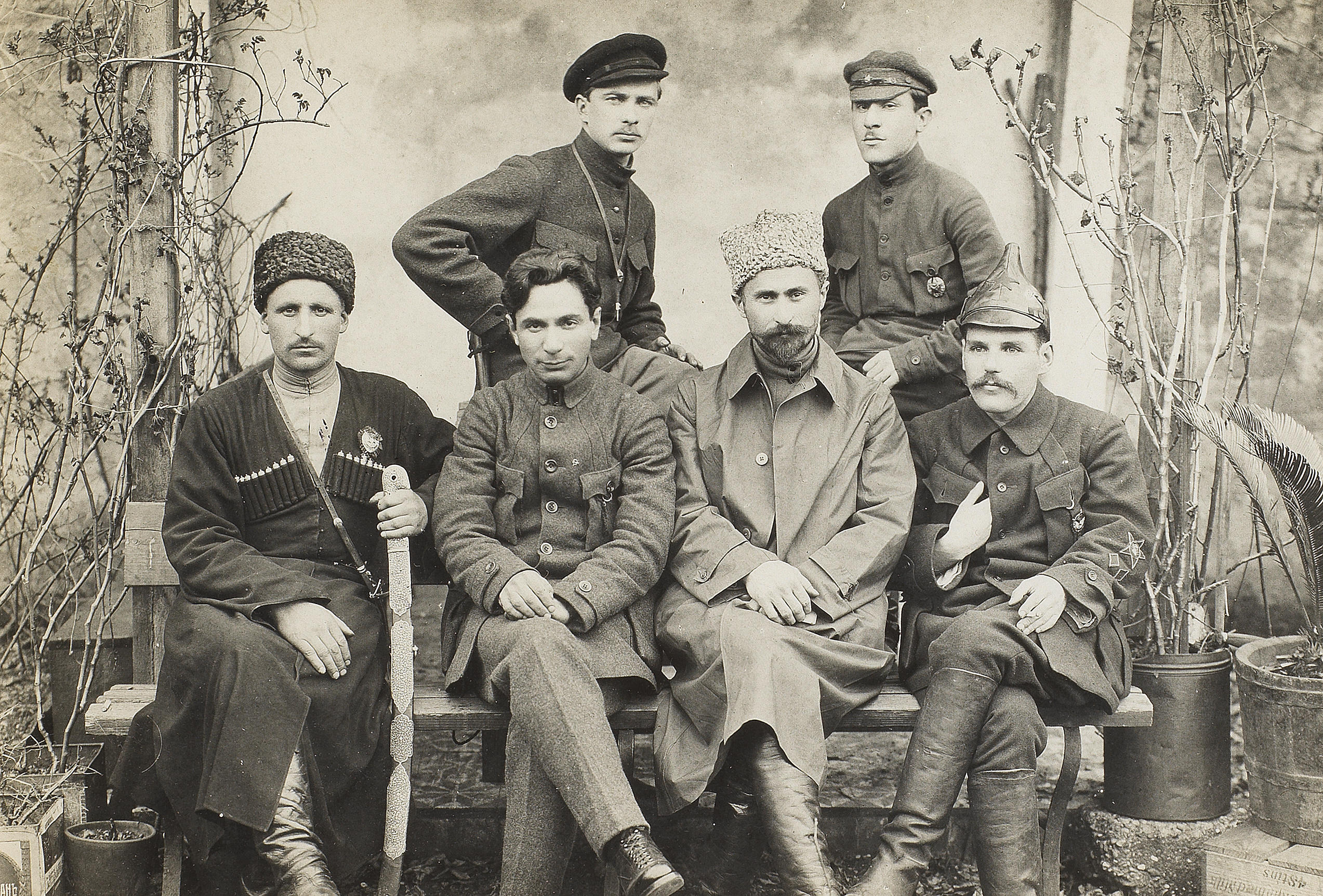
Командири Червоної Армії в Батумі в березні 1921 року

23 лютого, через десять днів після того, як Червона Армія розпочала похід на Тбілісі, Казим Карабекір, командувач Східного фронту турецької армії Великого національного зібрання, висунув ультиматум з вимогою евакуації населення Ардахана і Артвіна Грузією. Уряд під обстрілом з обох сторін змушений був погодитися, і турецькі сили просунулися в Грузію, зайнявши прикордонні райони. Збройних сутичок між турецькими та грузинськими військами не було. Це привело турецьку армію на невелику відстань від Батумі, який все ще контролювався грузинами, що створило умови для можливого збройного зіткнення, коли 18-а кавалерійська дивізія Червоної Армії під командуванням Дмитра Жлоби підійшла до міста. Сподіваючись використати ці обставини на свою користь, грузини досягли усної домовленості з Карабекіром 7 березня, дозволивши турецькій армії увійти в місто, залишивши його під контролем цивільної адміністрації. 8 березня турецькі війська під командуванням полковника Кізім-бея зайняли оборонні позиції навколо міста, що призвело до кризи з Радянською Росією. Народний комісар закордонних справ Георгій Чичерін подав ноту протесту представнику Туреччини в Москві Алі Фуату Чебесою. У відповідь Алі Фуат передав радянському уряду дві ноти. У турецьких нотах стверджувалося, що турецькі армії лише забезпечують безпеку місцевих мусульманських елементів, які потрапили під загрозу радянських військових операцій у регіоні.

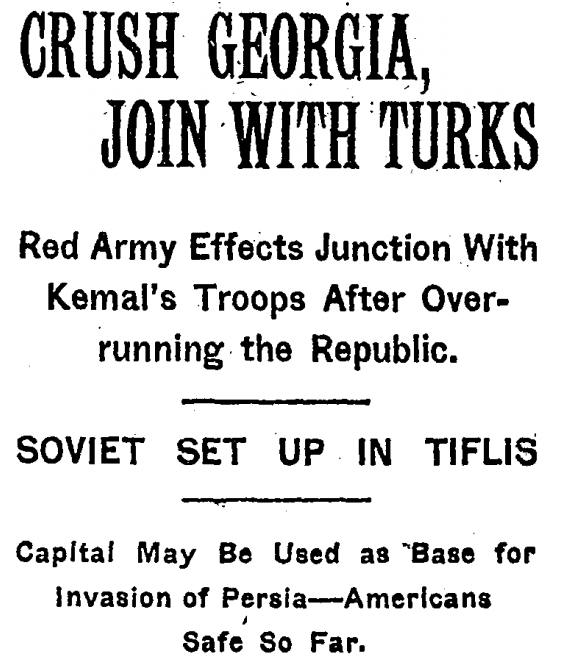
«Червона армія з’єднується з військами Кемаля після захоплення Республіки» (The New York Times, 20 лютого 1921 р.)

Незважаючи на військові успіхи Москви, ситуація на Кавказькому фронті стала нестійкою. Вірмени, завдяки зайнятості Червоної армії в Грузії, підняли повстання, повернувши собі Єреван 18 лютого 1921 року. На Північному Кавказі дагестанські повстанці продовжували боротьбу з Радами. Турецька окупація територій Грузії передбачала майже впевненість у радянсько-турецькому протистоянні, і грузини неодноразово відмовлялися капітулювати. 2 березня Ленін, який побоювався несприятливого результату грузинської кампанії, надіслав свій «теплий привіт Радянській Грузії», чітко виявивши своє бажання якнайшвидше припинити військові дії. Він підкреслював «величезну важливість досягнення прийнятного компромісу для блоку» з меншовиками. 8 березня грузинський ревком неохоче запропонував коаліційний уряд, від чого меншовики відмовилися.
Коли 16 березня турецька влада проголосила анексію Батумі, уряд Грузії був змушений зробити вибір. Їхні надії на французьку чи британську інтервенцію вже зникли. Франція ніколи не думала про відправлення експедиційних сил, а Сполучене Королівство наказало Королівському флоту не втручатися. Крім того, 16 березня британський і радянський уряди підписали торговельну угоду, в якій прем'єр-міністр Ллойд Джордж фактично пообіцяв утримуватися від антирадянської діяльності на всіх територіях колишньої Російської імперії. Одночасно в Москві був підписаний договір про дружбу між Радянською Росією і Великими національними зборами Туреччини, за яким Ардаган і Артвін були передані Туреччині, яка відмовилася від претензій на Батумі.
Турки, незважаючи на умови договору, не хотіли евакуюватися з Батумі і продовжували його окупацію. Побоюючись остаточної втрати міста Грузією, грузинські лідери погодилися на переговори з Ревкомом. У Кутаїсі міністр оборони Грузії Грігол Лордкіпанідзе і радянський уповноважений Авел Енукідзе домовилися про перемир'я 17 березня, а потім, 18 березня, про угоду, яка дозволила Червоній армії просунутися до Батумі.

## Завершення війни
17 березня в Кутаїсі міністр оборони Грузії Грігол Лордкіпанідзе і повноважний представник радянської сторони Авель Єнукідзе уклали перемир'я, а 18 березня — угоду, що дозволяла Червоної Армії зайняти Батумі.
Перемир'я з грузинськими меншовиками дозволило більшовикам діяти непрямими методами. У Москві тривали радянсько-турецькі консультації, а тим часом на околицях Батумі стояли солдати грузинської армії і народної гвардії, готові битися за місто. Кілька тисяч солдатів Грузинської національної армії, мобілізованих на околицях Батумі і схильних до боротьби за місто. 18 березня грузини під командуванням генерала Георгія Мазніашвілі почали вуличні бої з турецьким гарнізоном. Тим часом грузинський уряд на італійському судні і під конвоєм французьких бойових кораблів покинув країну. Бої завершилися 19 березня, коли порт і більша частина міста перебували в руках грузинів. Того ж дня Мазніашвілі здав місто ревкому, а кіннота Жлоби увійшла до Батумі, щоб зміцнити там більшовицьку владу.
Крихітні події в Батумі зупинили російсько-турецькі переговори, і лише 26 вересня переговори між Туреччиною та Радами, у яких номінально були також представники Вірменської, Азербайджанської та Грузинської РСР, нарешті відновилися в Карсі. Карський договір, підписаний 13 жовтня, містив положення, узгоджені в березні, та деякі інші щойно досягнуті нові територіальні врегулювання. В обмін на Артвін, Ардаган і Карс Туреччина відмовилася від претензій на Батумі, чиє переважно мусульманське грузинське населення мало отримати автономію в складі Грузинської РСР.

## Наслідки
Незважаючи на еміграцію грузинського уряду та демобілізацію Національної армії, осередки партизанського опору все ще залишалися в горах та деяких сільських районах. Вторгнення до Грузії викликало серйозні суперечки серед самих більшовиків. Новостворений комуністичний уряд спочатку запропонував несподівано м’які умови своїм колишнім супротивникам, які все ще залишилися в країні. Ленін також виступав за політику примирення в Грузії, де пробільшовицький заколот не користувався підтримкою народу, а населення було суворо антибільшовицьким. У 1922 р. сильне громадське обурення насильницькою радянізацією побічно відбилося в протистоянні радянської грузинської влади централізованій політиці Москви, яку пропагували Дзержинський, Сталін та Орджонікідзе. Проблема, відома в сучасній історії як «грузинська справа», мала стати однією з головних проблем між Сталіним і Троцьким в останні роки ленінського керівництва і знайшла своє відображення в «Політичному заповіті Леніна».
Світ значною мірою знехтував насильницьким захопленням Грузії Радянським Союзом. 27 березня 1921 року вигнане грузинське керівництво звернулося зі свого тимчасового офісу в Стамбулі до «всіх соціалістичних партій і робітничих організацій» світу, протестуючи проти вторгнення в Грузію. Проте звернення залишилося без уваги. Окрім пристрасних редакційних статей у деяких західних газетах та закликів до дій з боку таких грузинських симпатиків, як сер Олівер Вордроп, міжнародною відповіддю на події в Грузії було мовчання.
У Грузії інтелектуальний опір більшовицькому режиму та випадкові спалахи партизанської війни переросли у велике повстання в серпні 1924 року. Його невдача і наступна хвиля широкомасштабних репресій, організованих новим радянським силовиком Лаврентієм Берією, сильно деморалізували грузинське суспільство і знищили його найактивнішу незалежницьку частину. Протягом тижня, з 29 серпня до 5 вересня 1924 р., було страчено 12 578 осіб, головним чином дворян та інтелігенції, а понад 20 000 заслано до Сибіру. Відтоді жодної серйозної відкритої спроби кинути виклик радянській владі в країні не було зроблено, доки в 1956 році не з’явилося нове покоління антирадянських рухів.

## Оцінка
Радянські історики називали вторгнення Червоної армії в Грузію частиною більшого конфлікту, який вони іменували «Громадянською війною та іноземною інтервенцією». У ранній радянській історії грузинський епізод називався «революційною війною» і описувався саме цим терміном у першому виданні Великої радянської енциклопедії. Пізніше термін «революційна війна» вийшов з моди серед радянських письменників, частково тому, що його було нелегко відрізнити від «агресії», у радянському власному визначенні цього слова. Отже, пізніша радянська історія поставила все інакше. Інтервенція Червоної Армії, за офіційною радянською версією, була відповіддю на "прохання про допомогу", яке виникло "після збройного повстання селян і робітників Грузії". Ця версія звільняла Радянську Росію від будь-яких звинувачень в агресії проти Грузії, вказуючи на те, що самі грузини просили Москву направити Червону Армію в їхню країну, щоб усунути існуючий уряд і замінити його комуністичним.
Використовуючи свій контроль над освітою та засобами масової інформації, Радянський Союз успішно створив образ народної соціалістичної революції у Грузії. Більшості грузинських істориків не було дозволено звертатися до Спецхрану, спеціальних бібліотечних колекцій з обмеженим доступом та архівних фондів, які також висвітлювали «неприйнятні» події в радянській історії, зокрема ті, які можна було трактувати імперіалістичними або суперечили концепції народного повстання проти меншовицького уряду.
Хвиля 1980-х років політики гласности («відкритости») Михайла Горбачова спростувала стару радянську версію подій 1921–1924 років. Першим радянським істориком, який у 1988 році спробував переглянути загальноприйняту інтерпретацію радянсько-грузинської війни, був видатний грузинський вчений Акакі Сургуладзе, за іронією долі, той самий історик, чия монографія 1982 року описувала нібито "повстання грузинських робітників" як справді історичну подію.
Під сильним тиском громадськости Президія Верховної Ради Грузинської РСР 2 червня 1989 року створила спеціальну комісію для розслідування правових аспектів подій 1921 року. Комісія дійшла висновку, що «розгортання [радянсько-російських] військ у Грузії та захоплення її території було з юридичної точки зору військовим втручанням, інтервенцією та окупацією з метою повалення існуючого політичного порядку». На позачерговій сесії Верховної Ради Грузинської РСР, що відбулася 9 березня 1990 року, радянізація Грузії була офіційно засуджена як «окупація та ефективна анексія Грузії Радянською Росією».
Сучасні грузинські політики та деякі спостерігачі неодноразово проводили паралелі між подіями 1921 року та політикою Російської Федерації щодо Грузії та небажанням Західної Європи протистояти Російській Федерації через Грузію у 2000-х, особливо під час російсько-грузинської війни в серпні 2008 року.

## Спадщина

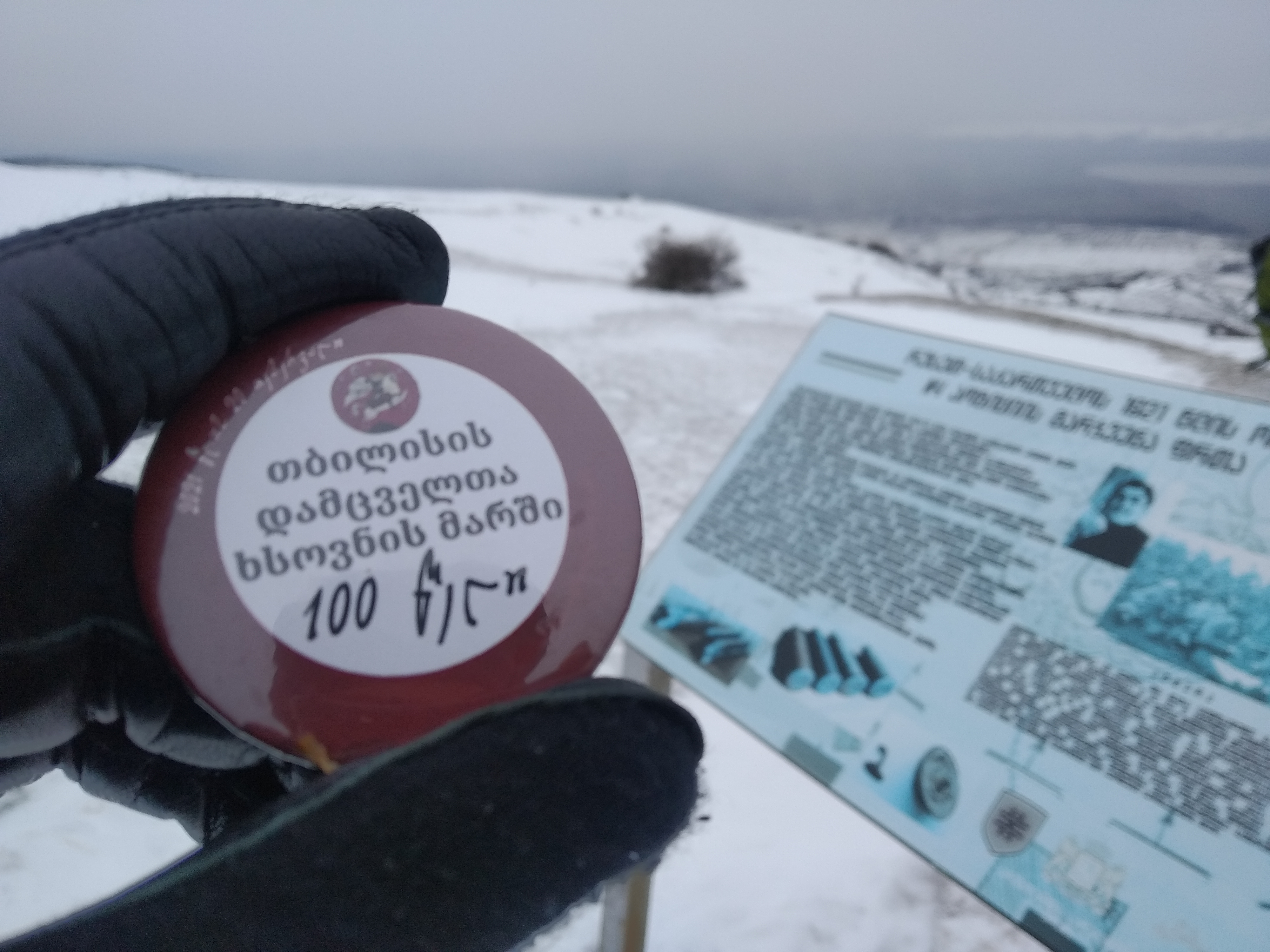
Марш пам'яті захисників Тбілісі в 2021 році - щорічний марш уздовж лінії фронту. Ініціатива історика Димитрія Силакадзе має на меті згадати та вшанувати героїзм захисників Тбілісі, продемонстрований під час вторгнення Червоної армії у Грузію.

21 липня 2010 року Грузія оголосила 25 лютого Днем радянської окупації, щоб згадати про вторгнення Червоної армії в 1921 році. Грузинський парламент проголосував за ініціативу уряду. Рішення, одноголосно схвалене парламентом Грузії, доручає уряду щороку 25 лютого організовувати різноманітні меморіальні заходи та приспущений національний прапор, щоб вшанувати, як зазначено в рішенні, сотні тисяч жертв політичних репресій, вчинених комуністичним окупаційним режимом.